# Eberhard Fiebig

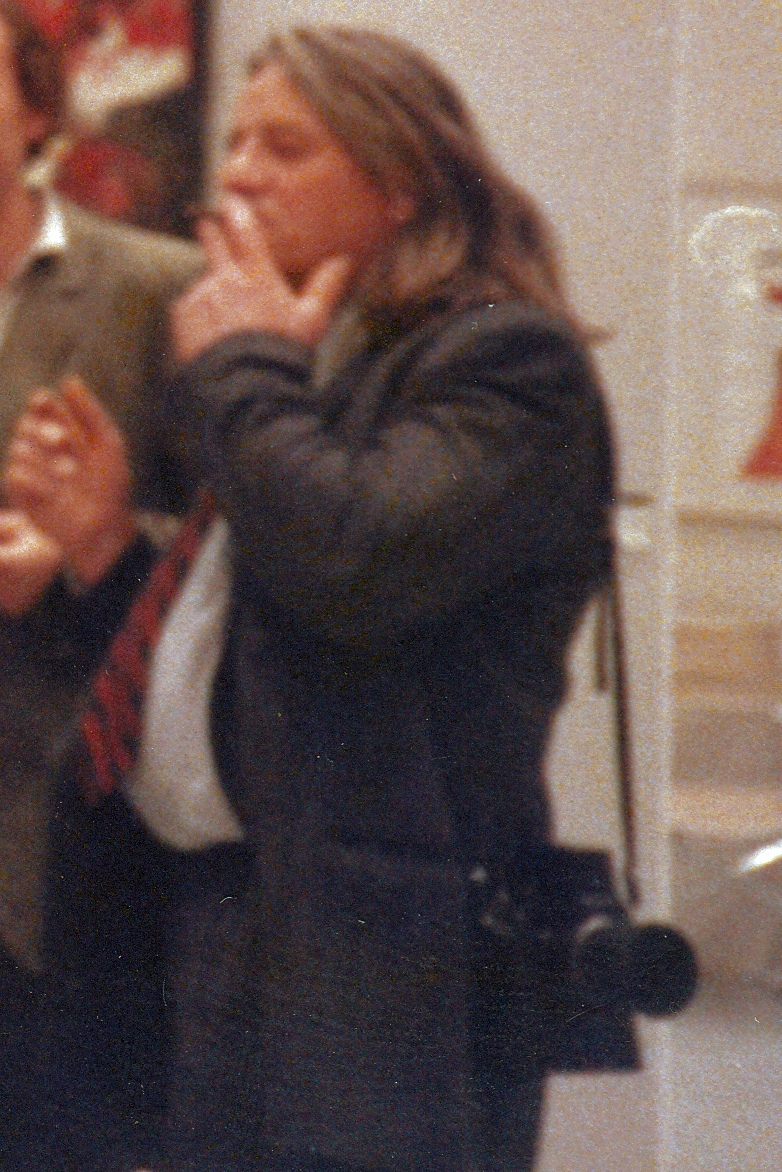
Eberhard Fiebig, 1985

Eberhard Fiebig (* 1. März 1930 in Bad Harzburg) ist ein deutscher Bildhauer.

## Leben
Eberhard Fiebig verdiente sich seinen Lebensunterhalt als Landwirt, Holzfäller und fliegender Händler. Seit 1949 war er als Chemielaborant tätig. 1960 gab er seinen Beruf in der Chemiebranche auf und wurde freischaffender Künstler. Im Jahre 1963 übersiedelte Fiebig nach Frankfurt, wo er Philosophie studierte und unter anderem Vorlesungen von Theodor Adorno und Bruno Liebrucks besuchte.
1967 organisierte Fiebig Demos für Benno Ohnesorg, der bei einer Polizeiaktion während der Studentenunruhen erschossen wird. In Zusammenarbeit mit dem Rechenzentrum Darmstadt systematisierte und automatisierte Fiebig die Transformation ebener Figuren. Diese Arbeiten brachten ihm die Unterstützung großer Industrie- und EDV-Konzerne ein. Ab 1970 arbeitete Fiebig auch als Publizist und Fotograf, wobei er sich auf politische und gesellschaftskritische Aspekte konzentrierte.
Von 1974 bis 1995 war er als Professor an der Kunsthochschule Kassel tätig. Markus Zürcher war einer seiner Schüler. 1986 gründet Fiebig zusammen mit Dorothea Wickel und Paul Bliese das Atelier art engineering, das sich auf die rechnergestützte Konstruktion von Stahlskulpturen konzentriert. Dazu verwendet Fiebig industrielle CAD-Software. 1999 stellt er einen Gegenentwurf zum geplanten und heftig diskutierten Holocaust-Denkmal in Berlin vor, welches im Bundestag verhandelt wurde.
Ab 1998 lebte Fiebig mit seiner zweiten Frau, der Malerin Dorothea Wickel, auf dem Gelände der ehemaligen Kurhessen-Kaserne in Hann. Münden. Seit 2006 lebt und arbeitet Fiebig in Kassel.

## Werk

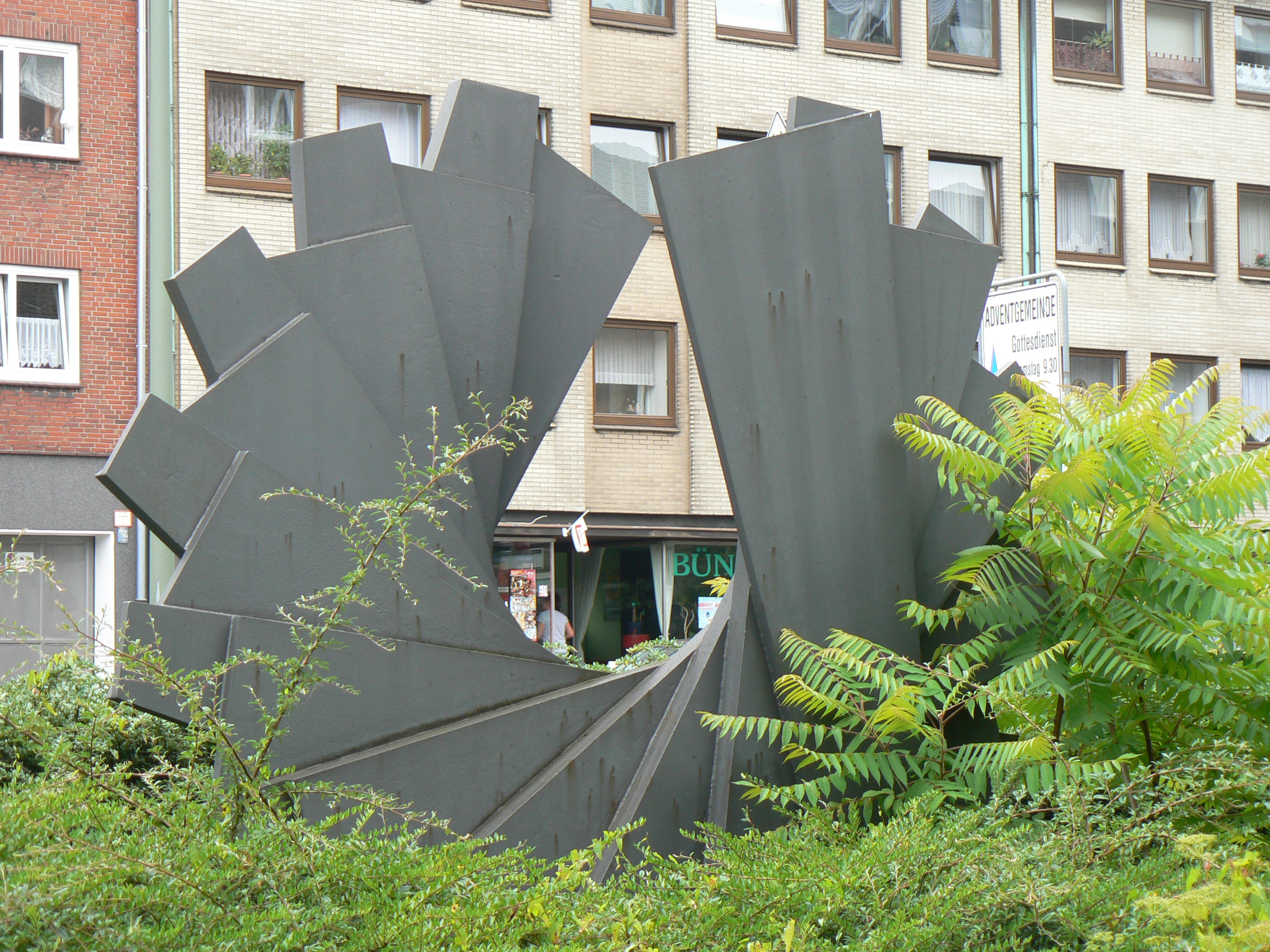
Ohne Titel (1988) in Gelsenkirchen

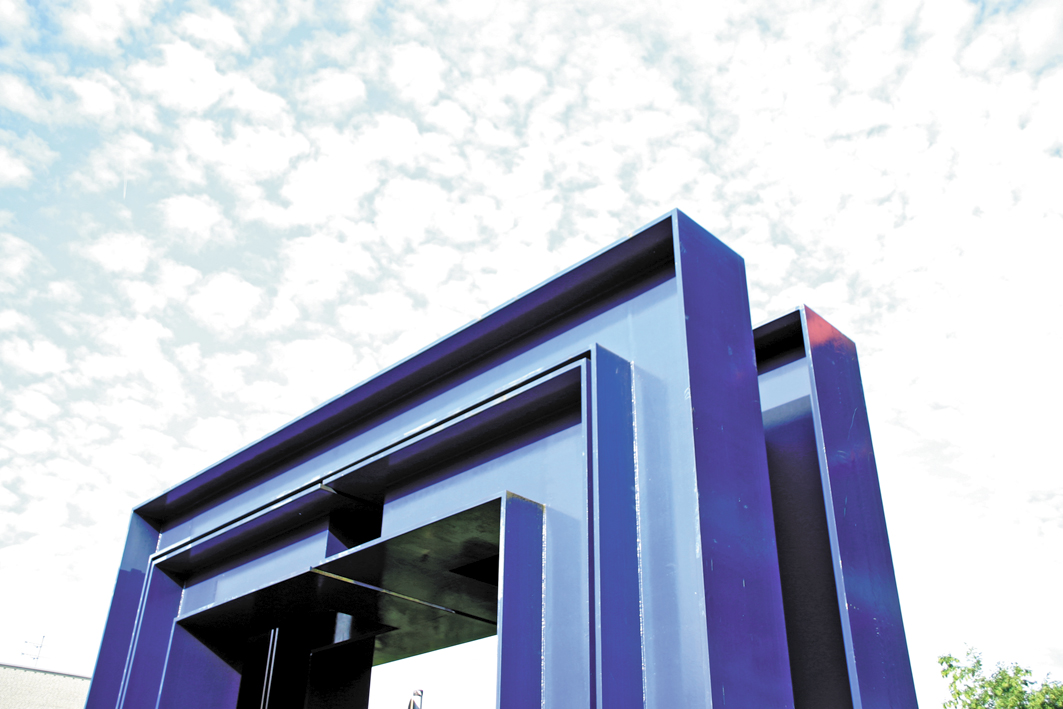
Tor des irdischen Friedens (1987) in Kassel

1947 entstanden die ersten Skulpturen. Seit den 1960er Jahren entwickelte Fiebig Zyklen von Skulpturentypen. Inspiriert durch den amerikanischen Architekten Richard Buckminster Fuller entwarf Fiebig Tensegrity-Konstruktionen – Strukturen, die ihre Stabilität durch die gegenwirkenden Kräfte von Spannung erreichten. 1964 gelang Fiebig mit seinen Faltungen aus Stahlblech der internationale Durchbruch. Zu den Grundformen, die er immer wieder variierte, gehörten Knoten, Tore und Säulen.
Fiebigs Stahlskulpturen sind im öffentlichen Raum aufgestellt, insbesondere in Frankfurt am Main und in Kassel. Dazu zählt insbesondere das Tor des Irdischen Friedens (1987), Portal der Universität Kassel und mit 100 Tonnen Gewicht. Des Weiteren ist die 20-Meter-Skulptur Große Wuwa (1997) vor dem Verteidigungsministerium in Bonn installiert, Karyatide (1987) vor dem Bundesministerium für Arbeit und Soziales, der Platz für die Große Perforation ist die Alte Oper Frankfurt, Aurora (1986) steht vor der Neue Galerie (Kassel). 2008 realisierte Eberhard Fiebig eine Fußgängerbrücke (40 Meter) in Rietberg, 2015 wurde das Tor der Freude (1995) am Germania Campus Münster aufgestellt.
Teile seines umfangreichen schriftlichen Vorlasses liegen im Deutschen Kunstarchiv im Germanischen Nationalmuseum in Nürnberg.